# Orden liberal internacional
La denominación orden liberal internacional (denominado a veces orden mundial liberal, orden internacional basado en reglas o bien orden internacional liderado por los Estados Unidos) a un conjunto de relaciones estructuradas globales y basadas en reglas difusas y cambiantes, desde el final de la década de 1940, basadas en concepciones e ideologías muchas veces contradictorias como el liberalismo (liberalismo político, liberalismo económico e internacionalismo liberal) el imperialismo, el neocolonialismo, el neoliberalismo, el anticomunismo, el nacionalismo, el belicismo, la doctrina de la seguridad nacional entre otras. Se apoya en organizaciones y herramientas internacionales como el Consejo de Seguridad de las Naciones Unidas, el Fondo Monetario Internacional, el Banco Mundial, la Organización Mundial de Comercio y el G7, Se estableció tras la Segunda Guerra Mundial, principalmente liderado por los Estados Unidos. El concepto de «orden internacional basado en reglas» no precisa cuáles son las reglas en que está basado, se distingue del concepto de «derecho internacional», basado en reglas precisas establecidas en los tratados internacionales. y se basa en la creencia de la validez universal de los llamados "valores occidentales".
La naturaleza del orden liberal internacional, así como su propia existencia, es objeto de debate académico. El orden internacional liberal se ha acreditado en la expansión del libre comercio, la movilidad del capital, la extensión de la democracia, la promoción de los derechos humanos y la defensa colectiva de Occidente frente a la Unión Soviética; facilitando una cooperación sin precedentes entre los estados de América del Norte, Europa Occidental y Japón. Con el tiempo, el orden liberal internacional facilitó la expansión del liberalismo económico al resto del mundo, ayudó a consolidar la democracia liberal en países anteriormente fascistas o comunistas, promovió los golpes de Estado militares y violaciones de derechos humanos en países del Tercer Mundo, y toleró las dictaduras de gobiernos "amigos" de Occidente.

## Concepto de orden internacional
David Lake, Lisa Martin y Thomas Risse definen el concepto de "orden" en las relaciones internacionales como "relaciones pautadas o estructuradas entre unidades". En el orden liberal internacional las interacciones están estructuradas por reglas, normas y procedimientos de toma de decisiones. Estos politólogos advierten que el concepto (orden liberal internacional) no es sinónimo al de "orden internacional basado en reglas", dado que existen orden internacionales basados en reglas que no pueden definirse como liberales (como el orden westfaliano a partir de mediados del siglo XVII).
Definen "liberal" como la creencia en la igualdad y libertad universales, así como en las libertades individuales y colectivas. El liberalismo político engloba conceptos como el imperio de la ley -Estado de derecho- y la igualdad soberana de los Estados, así como la protección de los derechos humanos, derechos políticos y libertades civiles. El liberalismo económico engloba las políticas orientadas al libre mercado. El internacionalismo liberal engloba el multilateralismo basado en principios y la gobernanza global. Michael Barnett define el orden internacional como normas de relación y acción derivadas de y mantenidas por reglas, instituciones, leyes y normas. Los órdenes internacionales tienen componentes tanto materiales como sociales. La legitimidad (la percepción generalizada de que tales acciones son deseables o apropiadas) es esencial a los órdenes políticos. George Lawson ha definido el orden internacional como las prácticas regularizadas de intercambio entre unidades políticas discretas que se reconocen unas a otras como independientes. John Mearsheimer define orden internacional como un grupo organizado de instituciones internacionales que ayuda a gobernar las interacciones entre los Estados miembros."
John Ikenberry definió orden político como los acuerdos de gobierno entre un grupo de Estados, incluyendo sus reglas fundamentales, principios e instituciones. Los órdenes políticos se establecen cuando los acuerdos de gobierno básicos se establecen, y se rompen cuando los acuerdos organizativos básicos son depuestos, impugnados o caen en el desorden. Define orden internacional constitucional como el orden político que se organiza en torno a instituciones jurídicas y políticas acordadas que operan para asignar derechos y limitar el ejercicio del poder. Hay cuatro elementos centrales de los órdenes constitucionales:
1. Acuerdo compartido sobre las reglas de juego dentro del orden
2. Reglas e instituciones que vinculan y limitan el ejercicio del poder
3. Autonomía institucional frente a intereses especiales
4. El atrincheramiento de tales reglas e instituciones con un sistema político inmutable, más amplio.[19]

El mismo autor definió orden liberal internacional como:
multicapa, multifaceta, y no simplemente una formación política impuesta por el Estado líder. El orden internacional no es "una cosa" a la que los Estados se unan o resistan. Es una agregación de varias suertes de reglas de orden e instituciones. Hay reglas profundas y normas de soberanía... Hay una matriz en expansión de instituciones internacionales, regímenes, tratados, acuerdos, protocolos y así sucesivamente. Estos acuerdos de gobierno atraviesan distintos ámbitos, incluyendo la seguridad y el control de armamentos, la economía mundial, el medio ambiente y el patrimonio común mundial (global commons), los derechos humanos y las relaciones políticas. Algunos de estos dominios de gobernanza pueden tener reglas e instituciones que reflejan estrechamente los intereses del estado hegemónico, pero la mayor parte reflejan resultados negociados, basados en un conjunto mucho más amplio de intereses.
Charles Glaser ha disputado el valor analítico del concepto del orden liberal internacional, argumentando que el concepto es tan amplio y vago que casi cualquier situación internacional puede definir un orden internacional siempre que sus miembros acepten la norma de soberanía. Algunos críticos del orden liberal internacional, como John Mearsheimer, han argumentado que la promoción de la democracia liberal y la hiper-globalización son elementos del orden liberal internacional.

## Visión de conjunto
Los orígenes del orden liberal internacional se suelen ponen en la década de 1940, normalmente en 1945, aunque algunos académicos lo sitúan en los acuerdos anteriores entre los aliados durante la Segunda Guerra Mundial, como la Carta del Atlántico de 1941. John Mearsheimer disente con ello, argumentando que el orden liberal internacional no surgió hasta el final de la Guerra Fría. Los principales miembros fundadores del orden liberal internacional incluyen América del Norte, Europa Occidental y Japón; estos Estados forman una comunidad de seguridad (security community). Las características del orden liberal internacional han variado con el tiempo. Algunos académicos refieren una variación de la Guerra Fría y una variación de la Post-Guerra Fría. La variación de la Guerra Fría se limitó principalmente a Occidente e implicó instituciones globales débiles, mientras que la variación de la Post-Guerra Fría fue de alcance mundial e implicó instituciones globales con poderes "intrusivos", según Börzel and Zürn.
Ciertos aspectos del orden liberal internacional son desafiados internamente dentro de los Estados liberales por el populismo, el proteccionismo y el nacionalismo. Algunos académicos han argumentado que el liberalismo integrado (o la lógica inherente en el doble movimiento) son claves para mantener el apoyo público al orden liberal internacional; otros se cuestionan si algunos aspectos del liberalismo integrado se han socvado, llevando a una reacción contra el orden liberal internacional.
Externamente, el orden liberal internacional ha sido desafiado por Estados autoritarios, iliberales o descontentos con su papel en la política mundial. China y Rusia han sido identificados como los principales cuestionadores del orden liberal internacional.

### Debates
El debate sobre el orden liberal internacional se ha convertido en un asunto crecientemente prominente en el campo de las relaciones internacionales. Daniel Deudney y John Ikenberry listan cinco componentes de este orden internacional: co-vinculación en seguridad, en la que las grandes potencias demostraran contención; la naturaleza abierta de la hegemonía de Estados Unidos y la dominancia de las relaciones transnacionales recíprocas; la presencia de poderes auto-imitados como Alemania y Japón; la posibilidad de ganancias mutuas debida a "los cimientos políticos de la apertura económica"; y el papel de la "identidad civil" occidental. Según Charles Glaser, hay cinco mecanismos claves en el orden liberal internacional: democracia, jerarquía construida sobre la autoridad legítima, vinculación institucional, interdependencia económica y convergencia política."
Las visiones más partidarias de académicos como Ikenberry han suscitado críticas de otros académicos que han examinado los legados coloniales e imperiales de las instituciones internacionales. Las contribuciones de los actores no occidentales a la formación del orden liberal internacional han atraído recientemente la atención de los académicos que desarrollan la teoría de las relaciones internacionales globales. En el caso de América Latina, por ejemplo, juristas de ese continente han hecho prominentes contribuciones a la jurisprudencia internacional desde mediados del siglo XIX, a pesar de que el orden liberal internacional ha sido y sigue siendo superficial en la región. Según Abrahamsen, Andersen y Sending, el orden liberal internacional contemporáneo incluye el legado de "actores del Sur" en África y Asia que abogaron por el proceso de descolonización.
Las instituciones internacionales juegan un papel central en el orden liberal. La Organización Mundial de Comercio, por ejemplo, crea e implementa acuerdos de libre comercio, mientras el Banco Mundial proporciona ayuda a los países en desarrollo. El orden también se basa en la noción de que el comercio liberalizado y el mercado libre contribuye a la prosperidad global y la paz. Sus críticos argumentan que el libre comercio ha llevado algunas veces a problemas sociales como la desigualdad y la degradación medioambiental.
El mundo posterior a la Guerra Fría, algunos consideran que los acuerdos internacionales en temas como el cambio climático, la no proliferación nuclear y el sostenimiento de iniciativas de Derecho marítimo (Convención de las Naciones Unidas sobre el Derecho del Mar) constituyen elementos del orden liberal internacional.
Los críticos también argumentan que el orden liberal internacional favorece a los Estados Unidos y sus aliados occidentales, como podría verse en las votaciones del Fondo Monetario Internacional y el Banco Mundial.[cita requerida]
Otros argumentan que los Estados débiles juegan un papel central en la conformación del orden liberal internacional. Marcos Tourinho argumenta que los estados débiles usan las tres estrategias de resistencia, comunidad y normas para contrarrestar el dominio de Estados Unidos durante la construcción del orden liberal internacional, asegurando así que el orden no es un simple reflejo de los intereses de Estados Unidos. Martha Finnemore argumenta que la unipolaridad no conlleva simplemente una superioridad material del unipolo sino también una estructura social por la cual el unipolo mantiene su estatus mediante la legitimación y la institucionalización. Al intentar obtener legitimidad de los demás actores del sistema internacional, el unipolo necesariamente da a esos actores un grado de poder. El unipolo también obtiene legitimidad y aleja los desafíos a su poder mediante la creación de instituciones, pero tales instituciones también conllevan una difusión del poder fuera allá del unipolo. David Lake ha argumentado similarmente que legitimidad y autoridad son elementos cruciales del Orden Internacional  Abrahamsen sugiere que las potencias medias también se benefician del internacionalismo liberal. Invirtiendo en el mantenimiento de instituciones multilaterales, las potencias medias pueden abogar colectivamente por sus propios intereses, reequilibrando la política de las grandes potencias. Apoyar el internacionalismo liberal es por tanto una forma de realpolitik para las potencias media.
Entre los críticos realistas al orden liberal internacional están John Mearsheimer, Patrick Porter y Charles Glaser. Mearsheimer ha argumentado que el orden liberal internacional está condenado al fracaso debido a la resistencia interna que surge dentro de los estados liberales y a la externa de los estados no liberales. Porter ha argumentado que el orden liberal internacional es de hecho un orden coercitivo y que no es liberal. Glaser has argued that the balance of power theory, bargaining theory and neo-institutional theories better explain NATO than mechanisms associated with the LIO.
Aaron McKeil encuentra insuficientes las críticas de los realistas. Argumenta que las políticas exteriores alternativas propuestas por los realistas son restrictivas y offshore balancing, generarían más guerras subsidiarias (proxy wars) y no conseguirían ofrecer el nivel de las instituciones requeridas para gestionar la competencia entre las grandes potencias y los desafíos internacionales.

## El caso de la Unión Europea
La Unión Europea suele ser considerada un ejemplo principal del orden liberal internacional puesto en práctica en términos de acuerdos internacionales entre sus Estados miembros, mientras que la unión supranacional se ha considerado una potencia en su propio derecho que puede sustentar el orden liberal internacional. Esto ha llevado a debates sobre cómo se seguirá formando la identidad de la Unión en el futuro, ya que el multilateralismo es una parte fundamental.

## Posición de China y Rusia
Según el politólogo Charles A. Ziegler, tanto China como Rusia rechazan la dimensión política del orden liberal internacional que favorece los derechos humanos, la intervención humanitaria y la promoción de la democracia. Según Paul Stronski y Nicole Ng, del Carnegie Endowment for International Peace, la mayor amenaza a Occidente del acercamiento chino-ruso emana de sus esfuerzos por ajustar el orden internacional en su beneficio. Además, sobre todo a partir de 2014, Rusia ha emprendido un desafío revisionista al orden liberal internacional, mostrándose dispuesta a tomar riesgos sustanciales para debilitar el poder de Occidente dentro del sistema internacional. En contraste con ello, China reconoce los beneficios que le supone el orden internacional basado en reglas. Los procesos de globalización y liberalización económica han facilitado su rápido crecimiento económico en los últimos treinta años.